# Escândalo da Serie A 2006
O Escândalo da Serie A (em italiano: Calciopoli ou Moggiopoli) envolveu alguns dos principais clubes do país em um esquema de manipulação de resultados na temporada 2004-05 da Serie A: Juventus, Milan, Fiorentina e Lazio.

## Resultado
Em primeira instância, os quatro clubes sofreram drástica perda de pontos. Juventus, Fiorentina e Lazio foram punidos com o rebaixamento para a Série B, enquanto o Milan começaria o próximo campeonato com 30 pontos a menos - além de perder o direito de disputar a Liga dos Campeões da UEFA.
Após uma série de apelações, foi abrandada a punição para os times. Só a Juventus ficou na Série B. E além disso, a equipe começaria a competição na Série B com 17 pontos a menos. Lazio e Fiorentina disputaram a Série A, mas com 11 e 19 pontos negativos, respectivamente. O Milan começou a Série A com menos oito pontos e pôde jogar a Liga dos Campeões. Reggina e Siena, embora não envolvidos diretamente no caso, também foram sancionados com perda de pontos (-11 e -1 ponto, respectivamente). Se dúvidas houvesse que havia corrupção no futebol, o levantamento dos castigos destes três últimos clubes não se estabeleceria.

## Punições

### Dirigentes
- Claudio Lotito (presidente da Lazio): 4 meses de suspensão;
- Adriano Galliani (vice-presidente do Milan): 5 meses de suspensão;
- Luciano Moggi (diretor-geral da Juventus): suspenso por 5 anos - posteriormente, seria banido do futebol;
- Diego Della Valle (presidente de honra da Fiorentina): 8 meses de suspensão;
- Andrea Della Valle (presidente da Fiorentina): suspenso por um ano;
- Sandro Mencucci (delegado-administrador da Fiorentina): suspenso por 1 ano e 5 meses;
- Antonio Giraudo (delegado-administrador da Juventus): suspenso por 5 anos;
- Leonardo Meani (delegado arbitral do Milan): suspenso por 2 anos e 3 meses;
- Pasquale Foti (presidente da Reggina): suspenso por 2 anos e meio, tendo que pagar multa de 30.000 euros.[4]

### Árbitros
- Massimo De Santis: impedido de apitar por 4 anos;
- Gianluca Paparesta: impedido de apitar por 5 meses.

### Dirigentes da Federação Italiana
- Franco Carraro (presidente): multado em 80 mil euros;
- Innocenzo Mazzini (vice-presidente): suspenso por 5 anos;
- Pierluigi Pairetto (chefe de arbitragem): suspenso por 2 anos e 5 meses;
- Tullio Lanese (presidente da Associação de Árbitros): suspenso por um ano.

### Punições aos clubes
- Arezzo: rebaixamento à Serie C (revogado posteriormente), com exclusão de 3 pontos, ampliada para -9;
- Fiorentina: rebaixamento à Serie B (revogado posteriormente), com -12 pontos (punição também revogada); com a permanência na Serie A, perdeu 19 pontos na classificação, mas a punição foi reduzida para -12; a equipe foi excluída da Liga dos Campeões 2006-07, tendo sua vaga repassada ao Chievo, além de jogar 2 partidas em casa com portões fechados.[5]
- Juventus: rebaixamento à Serie B, com exclusão de 30 pontos (posteriormente diminuída para -17 e -9 pontos na classificação), multa de 50.000 libras e cassação dos títulos de 2004-05 (não atribuído a outro clube) e 2005-06 (repassado à Internazionale).[6]
- Lazio: rebaixamento à Serie B (revogada), com perda de 7 pontos (também revogada); mantida na primeira divisão, perdeu 11 pontos (posteriormente diminuída para -3) e foi excluída da Copa da UEFA (vaga repassada ao Livorno), além de jogar 2 partidas sem a presença da torcida.
- Milan: perda de 30 pontos na classificação (punição diminuída para -15 e -8) e um jogo com portões fechados; os rossoneri perderam também a vaga direta na Liga dos Campeões (a Roma herdou a vaga na fase de grupos e o vice-campeonato), tendo que jogar a terceira fase preliminar.
- Reggina: embora não fosse envolvida diretamente no caso, foi penalizada com -15 pontos.[7][8] A punição foi reduzida em -11 pontos na classificação, e o clube levou multa de 65.000 libras.